# Conciati per le feste
Conciati per le feste (Deck the Halls) è un film del 2006 diretto da John Whitesell ed interpretato da Danny DeVito e Matthew Broderick.
Il titolo originale del film si rifà all'omonimo canto natalizio tradizionale.

## Trama
Steve Finch e Buddy Hall sono vicini di casa. Il Natale si avvicina e Buddy, scontento che la sua casa non si veda dallo spazio, addobba interamente la sua casa di luci per far sì che si veda anche dallo spazio. A Steve non sta bene questa cosa e cominciano a litigare per giorni. Le loro famiglie, stanche di questo litigio, vanno a stare in un hotel, ma a Natale i due vicini fanno pace e richiamano le loro famiglie e tante altre persone a coronare il sogno di Buddy.

## Critica
Il film ha ricevuto durante l'edizione dei Razzie Awards 2006 due nomination come Peggior pretesto per un film per famiglie e Peggior attrice non protagonista per Kristin Chenoweth.

## Incassi
Ha avuto un incasso piuttosto basso. Nel primo weekend in Italia incassò 160 000 euro e in totale 411 000 euro. Negli Stati Uniti nel primo weekend 12000000 $ e in totale 34754000 $.